# Рис Иванс
Рис Иванс (енгл. Rhys Ifans; 22. јул 1967) је велшки глумац познат по улогама Спајка у романтичној комедији Ја у љубав верујем, Џеда Парија у драми Неуништива љубав, Ксенофила Лавгуда у Хари Потер серијалу, доктора Керта Конорса у филму Чудесни Спајдермен и Мајкрофта Холмса у телевизијској серији Елементарно.

## Филмографија
| Улоге Риса Иванса |                                        |               |                          |                                                         |
| Година            | Српски назив                           | Изворни назив | Улога                    | Напомене                                                |
| 1998              | Плес у Лунаси                          |               | Џери Еванс               |                                                         |
| 1999              | Ја у љубав верујем                     |               | Спајк                    | номинација - БАФТА за најбољег глумца у споредној улози |
| 2001              | Лука љубави                            |               | Бофилд Натбим            |                                                         |
| 2006              | Гарфилд 2                              |               | Мекбани (глас)           |                                                         |
| 2007              | Уздизање Ханибала                      |               | Владис Грутас            |                                                         |
| 2007              | Елизабета: Златно доба                 |               | Роберт Рестон            |                                                         |
| 2010              | Хари Потер и реликвије Смрти: Први део |               | Ксенофил Лавгуд          |                                                         |
| 2011              | Анонимус                               |               | Едвард, гроф од Оксфорда |                                                         |
| 2012              | Чудесни Спајдермен                     |               | др Керт Конорс/Гуштер    |                                                         |
| 2016              | Алиса иза огледала                     |               | Заник Хајтоп             |                                                         |
| 2016              | Сноуден                                |               | Корбин О'Брајан          |                                                         |
| 2021              | Спајдермен: Пут без повратка           |               | др Керт Конорс/Гуштер    |                                                         |
| 2021              | Кингсман: Почетак                      |               | Григориј Распућин        |                                                         |
| 2024              | Веном 3: Последњи плес                 |               | Мартин Мун               |                                                         |